# CA Vélez Sarsfield

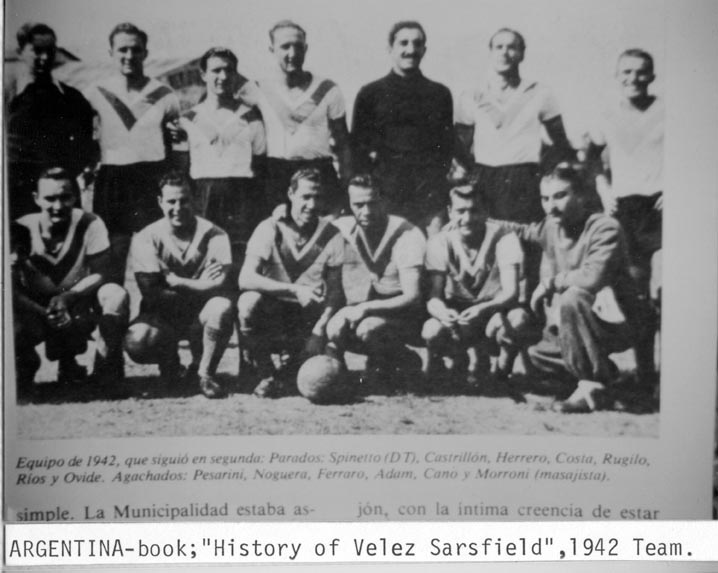
To je obraz z roku 1942 Velez Sarsfield tým, který hrál v druhé lize. brankář je Miguel Rugilo "lev Wembley". José M. Noguera také hrál v tomto týmu.

CA Vélez Sarsfield je fotbalový klub hrající 1. argentinskou fotbalovou ligu. Sídlí v Buenos Aires. Patří mezi nejúspěšnější argentinské kluby mimo tzv. „Velkou pětku“.
V roce 1994 vyhráli Pohár osvoboditelů.
Za Vélez Sarsfield hráli mnozí významní fotbalisté – např. Carlos Bianchi, Diego Simeone, Oscar Ruggeri nebo legendární gólman José Luis Chilavert. Legendou klubu je i dlouholetý předseda José Amalfitani.

## Historie
Ke konci 60. let se do týmu zapracoval útočník Carlos Bianchi, pozdější legenda klubu. Vítěznému Campeonato Nacional v roce 1968 sice příliš nepomohl, ale další roky se z něj stal elitní forvard. Campeonato Metropolitano roku 1971 se týmu nepodařilo opanovat navzdory Bianchiho 36 gólům v 36 zápasech.
Koncem roku 1971 se Vélez Sarsfield přiblížil zisku trofeje v šampionátu Metropolitano, když vedl před posledním kolem o jeden bod před Independiente. Domácí prohra s Huracánem však titul vložila do rukou Independiente.
Mezi roky 1990 a 1992 táhl tým hvězdný Oscar Ruggeri.
Pod vedením kouče Marcela Bielsy dosáhl klub na titul během Clausury 1998, který stavěl na hráčích jako Pablo Cavallero nebo góly střílejícím brankáři Chilavertovi.
Po dobytí Clausury v roce 1998 trvalo sedm let než se Vélez dočkal další trofeje. Vítězná Clausura 2005 Vélez kvalifikovala do Copa Libertadores. Ve skupině Copy na sebe upozornil výhrou 5:0 v zápase proti uruguayjskému celku Rocha FC,
celkově skončil skupinu na první příčce s 16 body za 5 výher a 1 remízu.
Kouč Miguel Angel Russo dovedl mužstvo úspěšně přes osmifinálový souboj s Newell's Old Boys (4:2 a 2:2), ve čtvrtfinále ale Argentinci nestačili na mexickou Guadalajaru (0:0 a 1:2).
V tomto období táhl tým svými góly argentinský útočník Mauro Zárate.
Koncem roku 2008 se kormidla chopil bývalý hráč Vélezu Ricardo Gareca. Ten následující rok dovedl mužstvo k dalšímu vítězství v Clausuře, které se Vélez zmocnil po čtyřech letech. Gareca do obrany zapracoval Nicoláse Otamendiho, který se stal oporou defenzívy. V závěrečném zápase proti Huracánu se jako jediný prosadil Maximiliano Moralez a Vélez tak předskočil svého soupeře v konečné tabulce.
V roce 2011 Vélez poosmé opanoval Clausuru, tu si zajistil ještě v předposledním kole proti Huracánu výhrou 2:0. Během následujících týdnů přišel o záložníka Ricarda Álvareze, kterého ulovil Inter Milán.
Postup v Copě Libertadores 2011 skončil semifinálovým dvojzápasem s uruguayským CA Peñarol, který do finále postoupil jen díky pravidlu venkovních gólů.
Po změně formátu argentinské ligy z Apertury a Clausury na Inicial a Final se stal Vélez Sarsfield – nadále trénovaný Garecou
– prvním vítězem Inicialu 2012/13 a nakonec i Superfinalu 2012/13. Začátkem roku 2013 posílil tým hostující Fernando Gago,
ale odehrál pouze 8 utkání.
V prosinci 2017 se stal trenérem Gabriel Heinze, dříve reprezentant Argentiny.

## Významní hráči
- Ludovico Avio (1956–1959)
- Carmelo Simeone (1955–1961)
- Carlos Bianchi (1967–1973, 1980–1984)
- Nery Pumpido (1981–1983)
- José Luis Cuciuffo (1982–1987)
- Diego Simeone (1987–1990)
- Oscar Ruggeri (1990–1992)
- José Basualdo (1993–1995, 2001–2002)
- José Luis Chilavert (1991–2001)

## Úspěchy

### Domácí

#### Liga
- Primera División (10): 1968 Nacional, 1993 Clausura, 1995 Apertura, 1996 Clausura, 1998 Clausura, 2005 Clausura, 2009 Clausura, 2011 Clausura, 2012 Inicial, 2012/13

#### Pohár
- Supercopa Argentina (1): 2013[11][12]

### Mezinárodní
- Pohár osvoboditelů (1): 1994
- Interkontinentální pohár (1): 1994
- Supercopa Sudamericana (1): 1996
- Copa Interamericana (1): 1994 (hráno 1996)
- Recopa Sudamericana (1): 1997